# Ciments Calcia

Ancien logo de Ciments Français.

Ciments Calcia anciennement Ciments français est une société industrielle française spécialisée dans la fabrication en France de ciments, filiale à 100 % de Heidelberg Materials, deuxième cimentier mondial en termes de capacité.

## Logo
En France, la dénomination commerciale « Ciments Français » ainsi que le logo « CF » ont été abandonnés au début des années 1990 au profit de « Ciments Calcia ».[réf. nécessaire]

## Holding
Ciments Français est la filiale internationale d'Italcementi Group depuis 1992 et regroupe l'ensemble des participations mondiales (hors Italie) et détient des parts de marché importantes dans de nombreux pays.
Les métiers du groupe se concentrent sur la valorisation des ressources naturelles pour les transformer en produits qui répondent aux besoins du bâtiment et des travaux publics : ciment, chaux, charges minérales et leurs dérivés, au travers de ses trois secteurs d'activité : ciment, granulats et béton prêt-à-l'emploi.
Depuis 1998, le groupe Italcementi a poursuivi sa politique de croissance externe sur des marchés à fort potentiel : au Maroc, en Thaïlande et en Bulgarie, en Inde et en Égypte, où le groupe a pris le contrôle du leader du marché Suez Cement en avril 2005 et a acheté Asec Cement Company en août 2005.
Ciments français a été coté à la Bourse de Paris avec une capitalisation boursière de 5,6 milliards d'euros au 31 décembre 2006. Il est radié de la cote le 15 juillet 2014.

## Historique

### Débuts
En 1850, Émile Dupond et Charles Demarle ouvrent à Boulogne-sur-Mer une petite usine de ciment à prise rapide dit « ciment romain ». Cinq ans plus tard, le « Ciment Portland naturel de Boulogne-sur-Mer » obtient une première médaille à l'exposition universelle de Paris. En 1861, la société « Demarle et Cie » franchit le cap des 10 000 tonnes vendues dans l'année.
En 1881, Demarle et Cie fusionne avec la Compagnie des Ciments Portland Desvres, l'entreprise devient une société anonyme et devient Ciments Français. Les ventes dépassent 100 000 tonnes.
En 1913, après une croissance régulière sur 20 ans, la société possède 5 usines : Boulogne, Desvres, Guerville, La Souys et Couvrot. Les ventes dépassent 400 000 tonnes.
En 1931, un record de production est franchi, avant la crise des années 1930, 673 000 tonnes. Ce volume ne sera retrouvé qu'en 1947. Ciment français acquiert de deux nouvelles usines : Beaucaire et Espiet.

### Après les années 30
En 1941, l'usine de Boulogne est détruite et le siège social est transféré à Guerville.
En 1949, après la guerre, la société répond à l'effort de reconstruction. Les 11 usines de Colombelles, Airvault, Cruas, Montebourg et Neux sont utilisées au maximum et la production atteint le million de tonnes. En 1961, la production atteint les 2,5 millions de tonnes.

### Premières acquisitions
1971 est une année importante pour le groupe avec la reprise de Poliet et Chausson qui, après les fusions de Loisne et Ciments de Rombas, donne à la société sa structure actuelle. Les 23 usines du groupe couvrent 35 % du marché français. Les ventes dépassent 10 millions de tonnes.
En 10 ans, le potentiel des usines existantes est renforcé. L'unité de Bussac-Forêt en Charente-Maritime voit le jour en 1980. Le développement international s'amorce avec Rumelange au Luxembourg et Coplay aux États-Unis.
En 1990-1991, le développement international s'accélère en Belgique avec la reprise de la Compagnie des Ciments Belges, en Grèce (Halyps Building Materials) et en Turquie (Set). La production atteint 20 millions de tonnes.

#### Cession du capital par Paribas
En 1992, Paribas cède à Italcementi 39,8 % du capital de Ciments Français. 
En 1994, Paribas cède la filiale Prodical au groupe belge Carmeuse.

#### Acquisitions supplémentaires
En 1998, de nouvelles acquisitions sont réalisées en Bulgarie, Thaïlande et Kazakhstan. Italcementi monte à 65 % du capital.
En 2000-2001, Ciments Français investit dans une coentreprise en Inde, et entre dans le capital du leader égyptien Suez Cement. La production de ciment atteint 30 millions de tonnes. En 2004-2005, Ciments français reprend le leader égyptien Suez Cement à 51 % et d'Asec Cement Company, un autre cimentier égyptien.
Le 16 février 2009, Italcementi lance une offre publique d'échange sur Ciments français. Italcementi, qui possède 81,01 % de Ciments Français, propose un ratio de 8,25 actions Italcementi contre une action Ciments Français. 
Le 15 avril, à l'assemblée générale de Ciments Français, les actionnaires minoritaires ont souligné leur mécontentement vis-à-vis des modalités de fusion avec Italcementi provoquant l'échec de la fusion prévue.
En 2011, Ciments Français vend sa filiale turque (SET Holding et ses filiales) à Limak Holding.
En 2014, Italcementi lance une offre publique d'achat simplifiée sur Ciments Français et la procédure de retrait obligatoire visant les actions Ciments Français est mise en œuvre le 15 juillet. Ciments Français n'est plus cotée en bourse.
En 2015, Italcementi Group est racheté par le groupe allemand Heidelberg Materials, une des plus grandes sociétés mondiales de matériaux de construction.

#### Amende pour retards de paiement
En 2019, les ciments Calcia écope de 670 000 euros d'amende pour retards de paiement. C'est une des premières entreprises sanctionnées pour cause de retards de paiement, depuis le vote de la loi Sapin II,.

## Structure au sein de du groupe Heidelberg Materials
Calcia, en tant que filiale à 100 % du groupe Heidelberg Materials depuis l'acquisition d’Italcementi Group en 2016, détient neuf cimenteries en France et compte 1 350 salariés.

## Données financières
| Année                         | 2003 | 2004  | 2005 | 2006 | 2007 | 2008 | 2009  | 2010  | 2011 |
| ----------------------------- | ---- | ----- | ---- | ---- | ---- | ---- | ----- | ----- | ---- |
| Chiffre d'affaires            | -    | 3 000 | -    | -    | -    | -    | 4 245 | 4 171 | -    |
| Résultats d'exploitation      | -    | -     | -    | -    | -    | -    | 506   | 481   | -    |
| Résultats nets part du groupe | -    | -     | -    | -    | -    | 382  | 337   | 318   | -    |
| Fonds propres                 | -    | 2 200 | -    | -    | -    | -    | -     | -     | -    |
| Dettes financières            | -    | 1 050 | -    | -    | -    | -    | -     | -     | -    |